# Фалассий Ливийский
Фала́ссий (др.-греч. Θαλάσσιος; VI век — около 660 года)  — преподобный отец, настоятель одного из монастырей в Ливийской пустыни (в Африке). Скончался в глубокой старости. Имя Фалассия, первоначально отсутствовавшее в месяцесловах, встречается в каноне преподобного Феодора Студита на субботу сырной недели, там преподобный Фалассий упоминается в числе святых. Память Фалассия совершается в Православной церкви 20 мая.
Преподобный Фалассий был современником Максима Исповедника, с которым находился в духовном общении, доказательством чего служат письма святого Максима и то, что святой Максим посвятил Фалассию особую книгу, в которой изъясняются трудные места Святого Писания.
Основной богословский труд преподобного Фалассия — «Четыре сотницы глав о любви, воздержании и духовной жизни» — сборник афоризмов наставлений, написанных в форме акростиха. Состоит из четерех глав — сотниц, каждая из которых содержит 100 стихов. При прочтении первых букв изречений в подлиннике образуется изречение, поставленное в начале сотницы в качестве темы. Кроме нравоучительных вопросов труд преподобного Фалассия затрагивает и догматические вопросы воплощения Иисуса Христа и его искупительной жертвы. Он также учит о обожении "всей твари". Учение Фалассия о Святом Духе составляет, по-видимому, извлечение из учения, переданного «прежде отшедшими святыми отцами». Идеями Фалассия пользовался святой Иоанн Дамаскин при написании своего изложения веры.